# 亚历山大·伊万诺维奇·奥多耶夫斯基

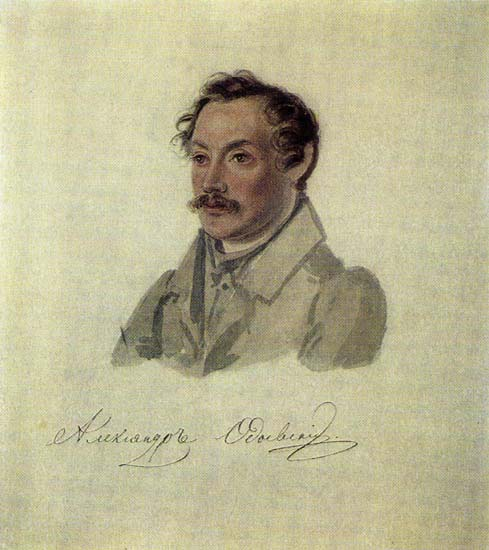
肖像画

亚历山大·伊万诺维奇·奥多耶夫斯基（俄语：Алекса́ндр Ива́нович Одо́евский，1802年12月8日—1839年10月22日），俄罗斯诗人、剧作家，1825年十二月党人起义领导人之一。奥多耶夫斯基的著名诗句“星火燎原”（俄语：Из искры возгорится пламя）成为俄国革命运动历史上的知名口号。俄国布尔什维克革命家列宁以此命名了他的报刊《火星报》。